# Madonna met kind (Cima, Petit Palais)
De Madonna met kind (Frans: Vierge à l'Enfant) is een schilderij van Cima da Conegliano dat hij rond 1495-1497 maakte. Sinds 1921 maakt het deel uit van de collectie van het Petit Palais in Parijs.

## Voorstelling
Er zijn zeker zeven versies van Cima of zijn atelier bekend waarop Jezus de wang van zijn moeder streelt. Een ander voorbeeld is de gedateerde (1496) versie die zich in het museo civico van Gemona bevindt. 
Op de versie in Parijs is achter de madonna een heuvelachtig landschap te zien dat lijkt op de Friuli, de geboortestreek van de schilder. Rechts leidt een kronkelende weg naar een kapel boven een natuurlijke boog. Links is een ommuurde stad in een vallei te zien. Dit is een verwijzing naar de psalmen in het Oude Testament waar de Heer met een fort vergeleken wordt. 
Volgens de Amerikaanse kunstcriticus Bernard Berenson valt het schilderij op door "de chromatische overeenkomsten tussen de koude, kristallijne tonen van het landschap en de warme tonen van het vlees en de kleding". 
Op geschilderde rand van gevlekt marmer staat de handtekening JOANNES B. Hierdoor ontstaat de suggestie dat het om een werk van Giovanni Bellini gaat. In dit werk volgt Cima de Venetiaanse meester inderdaad nauwgezet, vooral in het landschap op de achtergrond. 

## Herkomst
De Madonna met kind is in bezit geweest van de familie Albani in Bergamo. Later kwam het terecht in de Londense collectie van de politicus Sir William Abdy om daarna in bezit te komen van de bankier Edward Tuck, de Amerikaanse vice-consul in Parijs. Samen met zijn vrouw Julia Snell schonk hij het schilderij in oktober 1921 aan het Petit Palais.

## Afbeelding

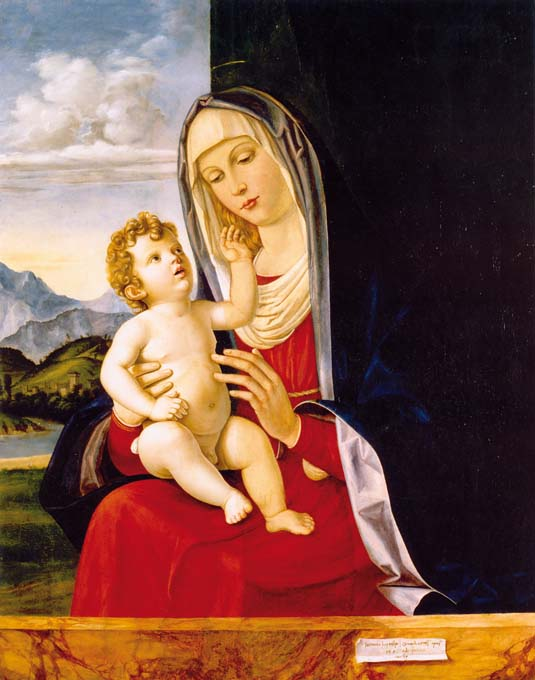
Madonna met kind (Gemona)